# Le Site inter (pas) net d'Homer
 (août 2022).
Si vous disposez d'ouvrages ou d'articles de référence ou si vous connaissez des sites web de qualité traitant du thème abordé ici, merci de compléter l'article en donnant les références utiles à sa vérifiabilité et en les liant à la section « Notes et références ».
Le Site inter (pas) net d'Homer (France) ou Homer et son site Internet (Québec) (The Computer Wore Menace Shoes) est le 6e épisode de la saison 12 de la série télévisée d'animation Les Simpson.

## Synopsis
Un matin, alors qu'il se rend au travail, Homer trouve la centrale fermée. Deux de ses collègues (Carl et Lenny) qui passent alors en voiture, lui expliquent qu'ils en ont été informés par email. Homer, ne possédant pas d'ordinateur, décide donc d'en acheter un.
Après que Lisa lui a expliqué les bases de l'informatique, il crée aussitôt un site web. Déçu que celui-ci n'attire aucun visiteur, il décide de révéler, anonymement, des scandales de la ville de Springfield sous le nom de Monsieur X. Il rencontre immédiatement un grand succès et remporte le Prix Pulitzer. Cependant, il déchante vite face au tarissement de nouvelles et commence alors l'invention de fausses informations sur des sujets divers, jusqu'à une révélation sur le vaccin de la grippe qui, par coïncidence, se révèle vraie et provoque l’enlèvement d'Homer.